# Adelaide International II 2022
Das Adelaide International II 2022 war der Name eines Tennisturniers der WTA Tour 2022 für Damen sowie eines Tennisturniers der ATP Tour 2022 für Herren, welche zeitgleich vom 10. bis 15. Januar 2022 in Adelaide stattfanden.

## Herrenturnier
→ Qualifikation: Adelaide International II 2022/Herren/Qualifikation

## Damenturnier
→ Qualifikation: Adelaide International II 2022/Damen/Qualifikation